# Apele Vii, Dolj
Apele Vii este satul de reședință al comunei cu același nume din județul Dolj, Oltenia, România.

## Personalități
- Ilie Gâtan, senator
- Manda Ghebriel Cel Mare, personalitate istorică locală

## Istorie locală Apele Vii
Conform celor mai vechi relatări transmise prin viu grai de bătrânii satului, originea comunei Apele Vii se leagă de un pustnic și meșter cunoscut sub numele de Istudorescu al Apelor Vii, care ar fi trăit cu câteva sute de ani înainte de prima atestare documentară (probabil în a doua jumătate a secolului al XVII-lea).
Se spune că Manda Ghebriel Cel Mare , venit inițial dinspre munții Mehedinți, purta cu el o mică icoană veche și o carte lăsată de un preot rătăcitor. În drum spre Țara Românească, ar fi poposit într-o noapte lungă pe malul unor izvoare neștiute, unde pământul tremura sub pașii lui și apa murmură în ecouri neînțelese.
Înfiorat de taină, Manda Ghebriel Cel Mare și-ar fi înfipt toiagul în pământ și, zic unii, ar fi rostit astfel: „În numele Celui de Sus, las aici să curgă viață! Aici satul va fi vie!”. A doua zi, în locul respectiv țâșnea un izvor limpede, cu ape reci ca gheața, despre care se spunea că vindecau rănile și alungau necazurile. Întors pe meleaguri, Istudor ar fi adăpostit câțiva familiști de prin zonele învecinate, i-ar fi învățat meșteșugul construirii bordeielor și ar fi trasat primele ulițe după stele și după legile pământului.
Sub conducerea lui, s-a format un cătun de câteva colibe răzlețe, care, odată cu trecerea anilor, a crescut în jurul izvorului „vieții”. Oamenii au început să numească locul Apapele Vii — mai târziu simplificat în „Apele Vii” — iar memoria lui Istudorescu a rămas în cântecele păstorești și în rugăciunile izvorâte de la fântânile bătrâne.
Deși nu există izvoade oficiale din acea vreme, sătenii mai povestesc încă cum, în nopțile fără lună, un ecou blând al toiagului lui Istudorescu răsună printre frunziș, chemând la adunare pe cei care încă mai cred că satul e clădit pe promisiuni veșnice.